# Капуцини
 Тази статия е за рода маймуни.  За католическия орден вижте Капуцини (монашески орден).  
Капуцините (Cebus) са род широконоси маймуни, които живеят в екваториалните гори на Централна и Южна Америка. Името на рода е дадено благодарение на приликата на оцветяването на козината им с облеклото на представителите на монашеския орден на капуцините.
Те са широконосни маймуни. Живеят в короните на гигантските тропически дървета и ядат семена, плодове, насекоми, малки жаби и каквото намерят в птичите гнезда. Те са много подвижни и издават най-разнообразни звуци. Движат се на групи от 10 до 30 екземпляра. Считат се за едни от най-интелигентните маймуни.

## Видове
- Cebus capucinus
- Cebus albifrons
- Cebus olivaceus
- Cebus kaapori
- Cebus apella
- Cebus flavius
- Cebus libidinosus
- Cebus nigritus
- Cebus xanthosternos